# Urs Freuler
Urs Freuler, född den 6 november 1958 i Bilten, är en schweizisk före detta tävlingscyklist som var professionell från 1980 till 1997. Han var en mycket bra spurtare och på landsväg vann han många segrar i spurtetapperna i etapploppen – 15 etappsegrar i Giro d'Italia (samt poängtävlingen 1984), en i Tour de France, nio i Tour de Suisse och sex i Tour de Romandie. Spurtegenskaperna kom även väl till pass på bana där han vann åtta VM-titlar för professionella i poänglopp under 1980-talet (varav sju i rad 1981–1987). Därtill blev han dubbel världsmästare i keirin (1983 och 1985), satte nya världsrekord fem gånger på 500 m och 1 km, samt vann 21 sexdagarslopp.
Urs Freuler utsågs till Sportif suisse de l'année ("Årets schweiziske idrottare") 1982 och 1983. Han valdes in i UCI Hall of Fame 2002.

## Meriter – Landsväg
1981
Vinnare av etapp 7 i Tour de France
Vinnare av etapp 7a i Tour de Suisse
Vinnare av prologen och etapp 1 i Tour de Romandie
1982
Vinnare av etapp 2 i Tour de Suisse
Vinnare av etapp 3 i Giro di Sardegna
Vinnare av etapperna 4, 5 och 10 i Giro d'Italia
3:a i Nice–Alassio
5:a i Grosser Preis des Kantons Aargau
1983
Vinnare av etapp 3 i Giro del Trentino
Vinnare av etapperna 5a och 10  i Tour de Suisse
2:a totalt i Giro di Sardegna
Vinnare av etapp 2
1984
Giro d'Italia
 Vinnare av poängtävlingen
Vinnare av etapperna 2, 7, 8 och 11
3:a i Trofeo Baracchi
7:a i Milano–Torino
9:a i Grand Prix des Nations
9:a i Critérium des As
1985
Vinnare av Grosser Preis des Kantons Aargau
Vinnare av etapp 10b i Tour de Suisse
Vinnare av etapp 3 i Giro del Trentino
Vinnare av etapp 4b i Settimana Internazionale di Coppi e Bartali
Vinnare av etapperna 1, 13 och 21 i Giro d'Italia
4:a i Milano–Torino
6:a totalt i Giro di Puglia
Vinnare av etapp 2
8:a i Milano–Sanremo
1986
Vinnare av Grand Prix Pino Cerami
Vinnare av prologen i Giro d'Italia
Vinnare av etapp 4 i Tirreno–Adriatico
Vinnare av etapp 1 i Tour de Suisse
6:a i Giro di Campania
1987
Vinnare av etapp 9 i Giro d'Italia
Vinnare av etapp 10 i Tour de Suisse
Vinnare av etapp 3 i Giro di Puglia
1988
Vinnare av etapp 21a i Giro d'Italia
Vinnare av etapp 10 i Tour de Suisse
Vinnare av etapp 1 i Danmark Rundt
Vinnare av etapp 2 i Étoile de Bessèges
1989
Vinnare av etapp 10 i Tour de Suisse
Vinnare av etapp 2 i Tirreno–Adriatico
Vinnare av etapperna 7 och 11 i Giro d'Italia
Vinnare av etapperna 3a och 6 i Tour de Romandie
2:a i Grosser Preis des Kantons Aargau
2:a i Gran Premio di Lugano
9:a i Paris–Roubaix
1990
Vinnare av etapp 3 i Setmana Catalana de Ciclisme
Vinnare av etapperna 2a och 6 i Tour de Romandie

## Meriter – Bana
| 1980 8:a i lagförföljelselopp med Robert Dill-Bundi, Hans Känel och Hans Ledermann Nedan listas Urs Freulers podieplaceringar vid Världsmästerskapen i bancykling: 1978 Världsmästare i lagförföljelselopp för amatörer med Robert Dill-Bundi, Hans Känel och Walter Baumgartner 1979 3:a i poänglopp för amatörer 1981 Världsmästare i poänglopp 1982 Världsmästare i poänglopp 1983 Världsmästare i poänglopp Världsmästare i keirin 1984 Världsmästare i poänglopp 3:a i keirin 1985 Världsmästare i poänglopp Världsmästare i keirin 1986 Världsmästare i poänglopp 3:a i keirin 1987 Världsmästare i poänglopp 3:a i keirin 1989 Världsmästare i poänglopp | Nedan listas Urs Freulers podieplaceringar vid Europamästerskapen i bancykling: 1980/1981 Europamästare i omnium 1981/1982 Europamästare i kilometerlopp Europamästare i omnium 1982/1983 2:a i kilometerlopp 2:a i omnium 1983/1984 3:a i omnium 1985/1986 2:a i omnium 1986/1987 2:a i omnium 1987/1988 2:a i madison med Hansrüdi Märki Europamästare i omnium Nedan listas Freulers schweiziska mästerskapstitlar: Kilometerlopp – juniorer 1977 Sprint – amatörer 1978 Kilometerlopp – professionella 1981, 1983, 1986, 1987 Poänglopp – professionella 1981, 1986, 1989, 1990, 1991, 1992 Individuellt förföljelselopp – professionella 1985 Derny – professionella 1992 |

### Sexdagarslopp
I tabellen nedan listas Urs Freulers segrar och partners (med initialer):
| \ Säsong |

| Plats \ |

| \ Säsong |

| Partner \ |

Noter:
Lopp: Asterisk efter ortnamnet markerar att tävlingen hölls före nyår (Kölns sexdagars gick över nyårshelgen).
Partners: Raden "Övriga" innehåller de partners som bara bidrog till en seger, dessa är:
| Patrick Sercu (81/82) Robert Dill-Bundi (82/83) | Hans Känel (82/83) Roman Hermann (88/89) | Peter Pieters (92/93) Remig Stumpf (93/94) |

### Världsrekord[8]
500 m, flygande start, inomhus – professionella
28,486 den 2 oktober 1981 i Wien – tidigare rekord 28,60 Oscar Plattner den 17 augusti 1956, Freulers rekord sedan slaget av Philippe Boyer den 1 november 1987 med 28,281
1 km, stående start, inomhus – amatörer
1.05,582 den 17 juni 1980 i Zürich – tidigare rekord 1.06,157 Aleksandr Panfilov den 13 juni 1980, Freulers rekord sedan slaget av Lothar Thomas den 22 juli 1980 med 1.02,955
1 km, stående start, inomhus – professionella
1.06,603 den 30 oktober 1981 i Zürich – tidigare rekord 1.07,35 Patrick Sercu den 2 december 1972, Freulers rekord sedan slaget av Stephen Pate den 19 mars 1989 med 1.04,147
1 km, stående start, utomhus – professionella
1.06,791 den 25 augusti 1981 i Zürich – tidigare rekord 1.07,49 Peder Pedersen den 27 juni 1974, sedan förbättrat av Freuler själv:
1.06,091 den 9 augusti 1983 i Zürich – Freulers rekord sedan slaget av Dominguez Rueda Efrain den 9 november 1985 med 1.05,200